# Kreis Trebnitz

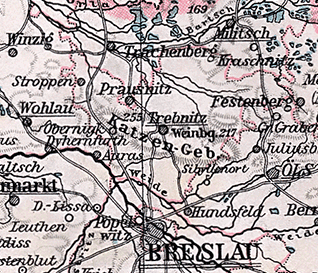
Kreis Trebnitz, 1905

Der Kreis Trebnitz war ein preußischer Landkreis in der Provinz Schlesien und bestand von 1742 bis 1945. Seine Kreisstadt war die Stadt Trebnitz. Das frühere Kreisgebiet liegt heute in der polnischen Woiwodschaft Niederschlesien.

## Verwaltungsgeschichte
Nach der Eroberung des größten Teils von Schlesien durch Preußen im Jahre 1741 wurden durch die königliche Kabinettsorder vom 25. November 1741 in Niederschlesien die preußischen Verwaltungsstrukturen eingeführt. Dazu gehörte die Einrichtung zweier Kriegs- und Domänenkammern in Breslau und Glogau sowie deren Gliederung in Kreise und die Einsetzung von Landräten zum 1. Januar 1742.
Im Fürstentum Oels, einem der schlesischen Teilfürstentümer, wurden aus den alten schlesischen Weichbildern Bernstadt, Oels und Trebnitz die preußischen Kreise Oels-Bernstadt und Trebnitz gebildet. Als erster Landrat des Kreises Trebnitz wurde Carl Christoph von Lemberg eingesetzt. Der Kreis Trebnitz unterstand zunächst der Kriegs- und Domänenkammer Breslau und wurde im Zuge der Stein-Hardenbergischen Reformen 1815 dem Regierungsbezirk Breslau der Provinz Schlesien zugeordnet.
Bei der Kreisreform vom 1. Januar 1818 im Regierungsbezirk Breslau wurden folgende Umgliederungen vorgenommen:
- Die Dörfer Groß und Klein Bischkowitz, Haasenau, Hennigsdorf, Kottwitz, Kunzendorf, Schebitz, Sponsberg und Striese kamen vom Kreis Breslau zum Kreis Trebnitz.
- Die Dörfer Alt Hammer, Brustawe, Eisenhammer, Ellguth, Groß Lahse, Groß Perschnitz, Kesselsdorff, Klein Lahse, Klein Perschnitz, Liebenthal, Linsen, Neuvorwerk und Peterwitz kamen vom Kreis Trebnitz zum Kreis Militsch.
- Die Dörfer Grottke, Lahserwitz, Pawelschöne, Peruschen, Pruskawe, Schilkwitz, Schlanowitz, Sigda, Striese und Wersingawe kamen vom Kreis Trebnitz zum Kreis Wohlau.[6]

Zum 8. November 1919 wurde die Provinz Schlesien aufgelöst und aus den Regierungsbezirken Breslau und Liegnitz die neue Provinz Niederschlesien gebildet. Zum 30. September 1928 fand im Kreis Trebnitz wie im übrigen Freistaat Preußen eine Gebietsreform statt, bei der alle Gutsbezirke aufgelöst und benachbarten Landgemeinden zugeteilt wurden. Am 1. April 1938 wurden die preußischen Provinzen Niederschlesien und Oberschlesien zur neuen Provinz Schlesien zusammengeschlossen. Zum 18. Januar 1941 wurde die Provinz Schlesien erneut aufgelöst und aus den bisherigen Regierungsbezirken Breslau und Liegnitz die neue Provinz Niederschlesien gebildet.
Im Januar und Februar 1945 eroberte die Rote Armee das Kreisgebiet und unterstellte es wenig später der im März 1945 für Schlesien gebildeten Verwaltung der Volksrepublik Polen. Im Kreisgebiet begann darauf der Zuzug von Polen, die zum Teil aus den an die Sowjetunion gefallenen Gebieten östlich der Curzon-Linie kamen, während die bisherige Bevölkerung im Kreisgebiet einer „Verifizierung“ unterzogen wurde, was ihre nahezu völlige Vertreibung zur Folge hatte.
Gegenwärtig existiert ein Landkreis mit Hauptstadt in Trebnitz, Powiat Trzebnicki, dessen Name sich zu Trebnitzer Landkreis übersetzt. Der polnische Kreis hat eine größere Ausdehnung als der historische.

## Einwohnerentwicklung
| Jahr | Einwohner | Quelle |
| ---- | --------- | ------ |
| 1795 | 37.368    | [ 8 ]  |
| 1819 | 36.432    | [ 9 ]  |
| 1846 | 51.204    | [ 10 ] |
| 1871 | 52.530    | [ 11 ] |
| 1885 | 52.126    | [ 12 ] |
| 1900 | 51.033    | [ 13 ] |
| 1910 | 52.453    | [ 13 ] |
| 1925 | 55.656    | [ 14 ] |
| 1939 | 54.177    | [ 14 ] |

## Landräte
- 1742–174400Carl Christoph von Lemberg[4]
- 1744–176000Hans Rudolph von Salisch[4]
- 1764–179300Christian Adolph von Seidlitz[4]
- 1793–182400Sylvius Sigismund von Walther und Croneck[4]
- 1824–183000von Röll
- 1830–185400Moritz von Poser und Groß-Naedlitz[15]
- 1855–188500Paul von Salisch
- 1885–189100Max von Uthmann
- 1891–191900Kurt von Scheliha
- 1919–192100Hans Menzel
- 1921–193300Felix Steinfeld
- 1933–194000Horst Friedrich
- 1940–194200von Saint Paul (vertretungsweise)
- 1942–194300Otto Braß (vertretungsweise)

## Kommunalverfassung
Der Kreis Trebnitz gliederte sich seit dem 19. Jahrhundert in die Städte Stroppen und Trebnitz, in Landgemeinden und in Gutsbezirke.
Mit Einführung des preußischen Gemeindeverfassungsgesetzes vom 15. Dezember 1933 gab es ab dem 1. Januar 1934 eine einheitliche Kommunalverfassung für alle preußischen Gemeinden. Mit Einführung der Deutschen Gemeindeordnung vom 30. Januar 1935 trat zum 1. April 1935 im Deutschen Reich eine einheitliche Kommunalverfassung in Kraft, wonach die bisherigen Landgemeinden nun als Gemeinden bezeichnet wurden. Eine neue Kreisverfassung wurde nicht mehr geschaffen; es galt weiterhin die Kreisordnung für die Provinzen Ost- und Westpreußen, Brandenburg, Pommern, Schlesien und Sachsen vom 19. März 1881.

## Gemeinden

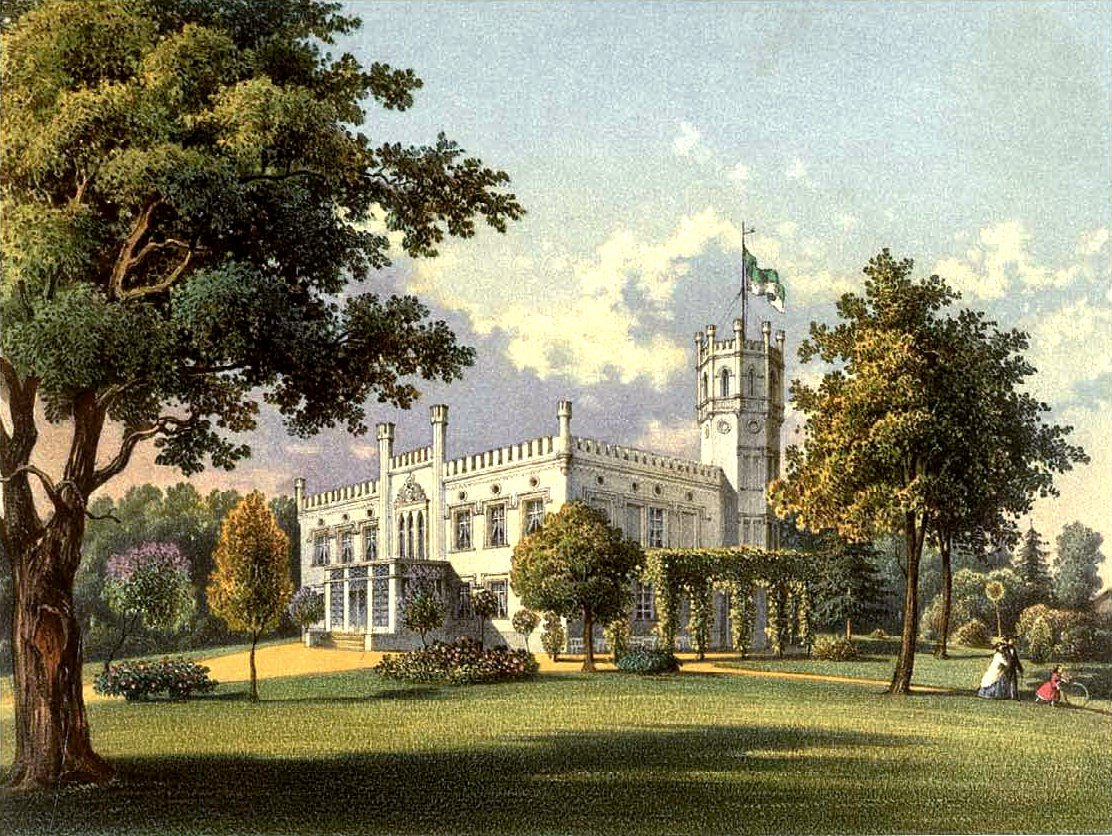
Schloss Pirschen, Sammlung Alexander Duncker

Der Kreis Trebnitz umfasste 1936 zwei Städte und 148 Landgemeinden:
| - Beckern - Bentkau - Bergkehle - Bingerau - Bischwitz - Bothendorf - Briesche - Brietzen - Brockotschine - Brodowze - Bruschewitz - Buchwald - Buckowine - Bunkai - Burgwitz - Buschewitz - Deutsch Hammer - Dockern - Domnowitz - Droschen - Eichendorf - Esdorf - Gellendorf - Glockschütz - Grochowe - Groß Biadauschke - Groß Breesen - Groß Hammer - Groß Kommerowe - Groß Krutschen - Groß Leipe - Groß Märtinau - Groß Muritsch - Groß Peterwitz - Groß Raake - Groß Schwundnig - Groß Totschen - Groß Ujeschütz | - Groß Wilkawe - Groß Zauche - Guhlau - Güntherwitz - Haasenau - Haltauf - Heidewilxen - Hennigsdorf - Holzkirch - Hünern - Jagatschütz - Janischguth - Jeschütz - Kainowe - Kampern - Kapsdorf - Karoschke - Katholisch Hammer - Kawallen - Klein Biadauschke - Klein Graben - Klein Kommerowe - Klein Märtinau - Klein Muritsch - Klein Totschen - Klein Ujeschütz - Klein Wilkawe - Kloch-Ellguth - Kniegnitz - Kobelwitz - Kodlewe - Konradswaldau - Koschnöwe - Kottwitz - Kotzerke - Krakowahne - Krumpach - Kryschanowitz | - Kunzendorf - Langenau - Lossen - Lückerwitz - Luzine - Machnitz - Mahlen - Maltschawe - Maluschütz - Mankerwitz - Massel - Maßlisch Hammer - Michelwitz - Mühnitz - Neiderei - Neuhof - Neuwalde - Nieder Frauenwaldau - Nieder Kachel - Nieder Mahliau - Ober Frauenwaldau - Ober Glauche - Ober Kehle - Ober Mahliau - Obernigk - Pannwitz - Paschkerwitz - Paulwitz - Pawellau - Pawelwitz - Perschütz - Peterwitz - Pflaumendorf - Pinxen - Pirschen - Pristelwitz - Probotschütz - Puditsch | - Pürbischau - Radelau - Ramischau - Raschen - Raschewitz - Rux - Sackerschöwe - Sapraschine - Schawoine - Schebitz - Schickwitz - Schimmelwitz - Schimmerau - Schlottau - Schlottauermühlen - Schmark-Ellguth - Schön-Ellguth - Senditz - Simsdorf - Skarsine - Skotschenine - Sponsberg - Striese - Stroppen, Stadt - Tarnast - Trebnitz, Stadt - Trebnitzermühlen - Tschachawe - Tschelentnig - Werndorf - Wiese - Würzen - Zantkau - Zechelwitz - Zedlitz - Zirkwitz |

Zum Kreis gehörte außerdem der unbewohnte Forstgutsbezirk Donnerswalde. 
Eingemeindungen bis 1939
- Bergruh (Radelau), am 1. April 1939 zu Bolkohof
- Groß Totschen, am 1. April 1939 zu Moltketal
- Klein Schweinern, 1912 zu Massel
- Klein Totschen, am 1. April 1939 zu Moltketal
- Nieder Frauenwaldau, am 1. April 1937 zu Frauenwaldau
- Nieder Glauche, am 17. Oktober 1928 zu Tschachawe
- Nieder Mahliau, am 1. April 1937 zu Mahliau
- Ober Frauenwaldau, am 1. April 1937 zu Frauenwaldau
- Ober Mahliau, am 1. April 1937 zu Mahliau
- Ströhof, am 17. Oktober 1928 zu Zirkwitz
- Trebnitzermühlen, am 1. Januar 1936 zu Neuhof
- Werdermühle, am 1. Dezember 1935 zu Groß Ujeschütz
- Wischawe, am 17. Oktober 1928 zu Kniegnitz

## Ortsnamen
Die Gemeinde Groß Hammer hieß bis 1908 Polnisch Hammer und die Gemeinde Eichendorf hieß bis 1928 Pollentschine. In den Jahren 1936 und 1937 wurden im Kreis Trebnitz viele Gemeinden umbenannt:
| - Brockotschine → Moltketal - Brodowze → Grabenfurt - Bruschewitz → Möwengrund - Buckowine → Hartwasser - Bunkai → Sachsenhof - Buschewitz → Ostwinkel - Domnowitz → Germanengrund - Grochowe → Waldwinkel - Groß Biadauschke → Heidegrund - Groß Kommerowe → Hasdingen - Groß Wilkawe → Wolfswalde - Jagatschütz → Jagdschütz - Kainowe → Friedrichskirch - Karoschke → Lindenwaldau - Klein Biadauschke → Margaretenmühle - Klein Kommerowe → Waldkirch - Klein Wilkawe → Friedensruh - Kloch-Ellguth → Kloch-Felde - Kodlewe → Teichsdorf - Koschnöwe → Ziegenfeld | - Krakowahne → Luisengrund - Kryschanowitz → Weidebrück - Maltschawe → Kleinau - Maluschütz → Erbenfelde - Pawellau → Paulskirch - Pawelwitz → Wendelborn - Pinxen → Hagenau - Probotschütz → Wiesenbrunn - Puditsch → Georgendorf - Radelau → Bergruh - Ramischau → Fürstengrund - Sackerschöwe → Buschwiese - Sapraschine → Lindenhof - Schawoine → Blüchertal - Schmark-Ellguth → Katharinengrund - Skarsine → Sauerbrunn - Skotschenine → Katzberg - Tschachawe → Bolkohof - Tschelentnig → Wenigwasser → Bergfelde |